# Холланды
Холланды (англ. Holland) — английский аристократический род, представители которого носили титулы баронов Холланд, графов Кента и Хантингдона, герцогов Эксетера и Суррея, а также баронета Холланда.

## История
Первым достоверно известным представителем рода является Мэтью Холланд, живший в конце XII — начале XIII века. Его потомки были мелкопоместными землевладельцами в Ланкашире. Центром их владений было поселение Апхолланд.
Возвышение рода началось в начале XIV века, когда Роберт де Холланд из Апхолланда. Он был любимцем Томаса Плантагенета, 2-го графа Ланкастера. В 1314—1421 годах он вызывался в парламент как 1-й барон Холланд. Он увеличил свои владения, приобретя маноры Торнтон и Бэгворт. В 1315 году он участвовал в подавлении так называемого восстания Банастра в Ланкаршире. Роберт участвовал в восстании графа Ланкастера против короля Эдуарда II, но в битве при Боробридже на поле боя перебежал к королю, из-за чего сторонники Ланкастера считали его предателем. Хотя король Эдуард III простил его, но в 1328 году сторонники Томаса Ланкастера схватили Роберта и обезглавили в Эссексе.
Его наследник, старший сын Роберта, Роберт де Холланд, 2-й барон Холланд, участвовал в Столетней войне. Он умер в 1373 году, пережив единственного сына, оставившего только дочь, Мод. Она вышла замуж за Джона Ловелла, 5-го барона Ловелла из Тичмерша, их сын и унаследовал поместья и титул Мод. Ещё один сын Роберта, 1-го барона Холланда, Отес, также участвовал в Столетней войне, за проявленную доблесть он в 1348 году стал одним из рыцарей-основателей ордена Подвязки. Потомства он не оставил.
Но наиболее значительным был другой сын 1-го барона — Томас Холланд из Броутона. Он выдвинулся во время Столетней войны, особенно отличившись при захвате Кана. Тогда он когда взял в плен коннетабля Франции Рауля II де Бриенна, графа д’Э, и камергера Нормандии Жана II де Мелёна, графа де Танкарвилля. Благодаря этому он стал достаточно богатым человеком. В августе Томас командовал одним из английских отрядов в победоносной для англичан битве при Креси. В 1348 году Томас, как и его брат Отес, стал одним из рыцарей-основателей ордена Подвязки.

Герб графов Кент

В 1349 году Томас Холланд начал судебный процесс по признанию недействительным брака Уильяма Монтегю, 2-го графа Солсбери, и Джоанны, сестры графа Кента и внучки короля Эдуарда I. Ещё в 1347 году Томас, будучи сенешалем графа Солсбери, заключил тайный брак с Джоанной. Однако в 1348 году, когда Томас находился за пределами Англии, король Эдуард III вынудил её заключить брак с Уильямом Монтегю. Разбирательство дошло до папы римского Климента VI, который в итоге 13 ноября 1349 года признал права Томаса и аннулировал брак Джоанны и графа Солсбери. В 1353 году умер бездетный брат Джоанны Кентской, носивший титул графа Кента. Единственной наследницей оказалась Джоанна. Однако Томасу было позволено использовать титул «граф Кент» только в 1360 году, а в 1353 году он получил титул барона Холланда. Томас умер в 1360 году, а его вдова в 1361 году вышла замуж за принца Уэльского Эдуарда Чёрного Принца, старшего сына и наследника короля Эдуарда III. В этом браке родился наследовавший Эдуарду III король Ричард II. Благодаря родству с ним, сыновья Томаса Холланда сделали успешную придворную карьеру, заметно обогатившись.
Старший из сыновей Томаса, 1-го графа Кента, Томас, унаследовал отцовские владения и титул барона Холланда. В 1381 году король присвоил ему также титул графа Кента, а после смерти матери в 1385 году Томас унаследовал и её владения. После того, как Ричард II был коронован, Томас вошёл в состав регентского совета. Он имел большое влияние на короля. Будучи жестоким и эгоистичным, он своё положение использовал в первую очередь для личного обогащения. Его сын, Томас, 3-й граф Кент, участвовал в расправе Ричарда II над лордами-апеллянтами в 1397 году, получив в награду титул герцога Суррея и ряд конфискованных владений апеллянтов. Однако после свержения Ричарда II в 1399 году новый король Генрих IV Болингброк конфисковал герцогский титул и отобрал владения, дарованные своим предшественником. А в январе 1400 года Томас был казнён за подготовку восстания против короля. Томас детей не оставил, поэтому его титулы и владения унаследовал младший брат Эдмунд. Он погиб в 1408 году не оставив наследников, только незаконнорождённую дочь, после чего ветвь угасла.

Герб герцогов Эксетер

Ещё одной заметной фигурой был Джон, другой сын Томаса, 1-го графа Кента. Как и брат, он использовал своё родство с королём. В 1387 году Джон получил титул графа Хантингдона, а после расправы с апеллянтами — титул герцога Эксетера, который был конфискован в 1399 году Генрихом IV. Как и его племянник Томас, 3-й граф Кент, Джон участвовал в январе 1400 года в подготовке восстания против Генриха IV и был казнён, а его владения и титул конфискованы. В 1416 году титул графа Хантиндона был возвращён его наследнику, Джону. Он участвовал в Столетней войне, а в 1439 году ему был возвращён и титул герцога Эксетер. Его сын и наследник Генри, 3-й герцог Эксетер, был одним из военачальников Ланкастеров в начале войны Алой и Белой розы. Он участвовал в битве при Уэйкфилде (1460), второй битве при Сент-Олбансе (1461) и битве при Таутоне (1461). После поражения Ланкастеров он перебрался во Францию, а его титулы конфискованы Эдуардом IV. Во время недолгой реставрации Ланкастеров в 1470—1471 годах титулы были восстановлены. В 1471 году он командовал одним из отрядов Ланкастеров в битве при Барнете, но был ранен и попал в плен, а титулы окончательно конфискованы. Позже он получил свободу, но в 1475 году утонул. У него осталась только дочь, умершая раньше, и незаконнорождённый сын. Так что с его смертью данная ветвь Холландов ветвь угасла.
Существовали и другие ветви рода. Так оставил потомство сэр Джон де Холланд, один из сыновей Роберта, 1-го барона Холланда. Однако представители этой ветви, имевшие владения в Дербишире и Ланкашире, не играли заметной роли в истории Англии. Потомки этой ветви живут и сейчас. В XIX веке они занялись торговлей. Один из них, сэр Альфред Фердинанд Сотерн Холланд в 1917 году получил титул 1-го баронета Холланда.

## Генеалогия

### Холланды из Апхолланда
Мэтью де Холланд из Апхолланда (ок. 1175 — ок. 1224)
- сэр Роберт де Холланд (1197—1243); жена: Сисели де Колуберс, дочь Алана де Колуберса и Сисели Уолетон
  - Роберт (Тарстен) де Холланд (1220—1275); 1-я жена: Маргарет де Келлетт (1201 — ?), дочь Адама де Келлета и Матильды де Синглетон; 2-я жена: с ок. 1262 Юлиана Геллибренд, дочь Джона Геллибренда; 3-я жена: N де Хейл
    - (от 1-го брака) сэр Тарстен де Холланд
    - (от 1-го брака) сэр Уильям де Холланд из Шерплеса (ум. ок. 1318), родоначальник Холландов из Шерплеса
    - (от 1-го брака) сэр Роберт де Холланд (ум. ок. 1300); жена: Элизабет де Сэмлисбери (ум. после 1311), дочь Уильяма де Сэмлисбери
      - сэр Роберт де Холланд из Апхолланда (ок. 1270 — 7 октября 1328), 1-й барон Холланд; жена: с ок. 1311 Мод (Матильда) де Ла Зуш (ок. 1289/1290 — 31 мая 1349), дочь Алена (III) де Ла Зуш, 1-го лорда Ла Зуш, и Элеанор де Сегрейв
        - Роберт де Холланд (1312 — 16 марта 1373), 2-й барон Холланд с 1328; жена: Элизабет
          - Роберт Холланд (ум. до 1373); жена: до 1355 Элис
            - Мод Холланд (ок. 1356 — 7 мая 1423), 3-я баронесса Холланд; муж: Джон Ловел (ум. 10 сентября 1408), 5-й барон Ловел из Тичмарша

          - Томас Холланд
          - Гилберт Холланд
          - Джон Холланд

        - Алиенора де Холланд (ум. до 21 ноября 1341); муж: до 8 июля 1332 Джон Дарси (ок. 1317 — 5 марта 1356), 2-й барон Дарси из Найта
        - Маргарет де Холланд (ум. 20/22 августа 1349); муж: Джон Ла Вейрр (ум. до 24 июня 1331)
        - Алан де Холланд (ум. ок. 1339)
        - Томас де Холланд из Броутона (1314 — 28 декабря 1360), 1-й барон Холланд с 1353, 1-й граф Кент с 1360
          - Холланды из Кента

        - сэр Отес де Холланд, владелец маноров Делсбери и Вексворт в Дербишире
        - сэр Джон де Холланд (ум. ок. 1360/1361), родоначальник Холландов из Вира и Апкот Авенела
        - Элизабет де Холланд (1320—1387); муж: сэр Генри Фитц-Роджер (1318—1351)
        - Мари де Холланд; муж: сэр Джон Темпест из Брейсвелла (24 августа 1283—1359)

    - (от 1-го брака) Роджер де Холланд
    - (от 1-го брака) Адам де Холланд
    - (от 1-го брака) Маргарет де Холланд
    - (от 2-го брака) Тарстен де Холланд
    - (от 2-го брака) Адам де Холланд
    - (от 2-го брака) Элиас де Холланд
    - (от 2-го брака) Симон де Холланд
    - (от 3-го брака) Томас де Холланд

  - сэр Адам де Холланд; жена: Кристиана де Бассельс, дочь Уильяма де Бассельса
    - Роберт де Холланд

  - Ричард де Холланд
  - Мэтью де Холланд
  - Роджер де Холланд
  - Ричард де Холланд
  - Уильям де Холланд
  - Маргарет де Холланд

### Холланды из Кента
Томас де Холланд из Броутона (1314 — 28 декабря 1360), 1-й барон Холланд с 1353, 1-й граф Кент с 1360; жена: с 1347 Джоанна Прекрасная Дева Кента (29 сентября 1328 — 8 августа 1385), 4-я графиня Кент, 4-я баронесса Вудсток и 5-я баронесса Уэйк из Лидделла с 1353, дочь Эдмунда Вудстока, 1-го графа Кента, и Маргарет Уэйк, 3-й баронессы Уэйк из Лидделла. Дети:
- Томас Холланд (ок. 1350 — 25 апреля 1397), 2-й барон Холланд с 1360, 2-й граф Кент с 1381, 5-й барон Вудсток и 6-й барон Уэйк из Лидделла с 1385, юстициарий Ирландии с 1377, маршал Англии в 1380—1385; жена: ена: после 10 апреля 1364 Элис Фицалан (около 1350 — 17 марта 1416), дочь Ричарда Фицалана, 10-го графа Арундела, и Элеоноры Ланкастер. Дети:
  - Алиенора Холланд (около 1373 — 6 или 18 октября 1405); 1-й муж: ок. 7 октября 1388 Роджер Мортимер (11 апреля 1374 — 20 июля 1398), 4-й граф Марч, 7-й граф Ольстер, 6-й барон Мортимер из Вигмора, 5-й барон Женевиль, лорд Коннахт и Клер с 1381; 2-й муж: Эдуард Черлтон (около 1371 — 14 марта 1421), 5-й барон Черлетон и лорд Поуис с 1401
  - Томас Холланд (ок. 1374 — 7/8 января 1400), 3-й граф Кент, 3-й барон Холланд, 6-й барон Вудсток и 7-й барон Уэйк из Лидделла с 1397, 1-й герцог Суррей в 1397—1399, маршал Англии с 1398; жена: после 20 октября 1392 Джоан Стаффорд (1371 — 30 сентября/1 октября 1442), дочь Хью Стаффорда, 2-го графа Стаффорда, и Филиппы де Бошан
  - Джон Холланд (умер в младенчестве)
  - Ричард Холланд (умер в младенчестве)
  - Джоан Холланд (ок. 1380 — 12 апреля 1434); 1-й муж: с 1393 Эдмунд Лэнгли (5 июня 1341 — 1 августа 1402), 1-й граф Кембридж с 1362, 1-й герцог Йорк с 1385; 2-й муж: ранее 9 августа 1404 Уильям Уиллоуби (ок. 1370 — 4 декабря 1409), 5-й барон Уиллоуби де Эрзби с 1396; 3-й муж: после 6 сентября 1410 Генри Ле Скруп (около 1373 — 5 августа 1415), 3-й барон Скруп из Месема; 4-й муж: ранее 27 апреля 1416 Генри Бромфлид (ум. 16 января 1469), 1-й лорд Весси с 1449
  - Эдмунд Холланд (6 января 1383 — 15 сентября 1408), 4-й граф Кент, 4-й барон Холланд, 7-й барон Вудсток и 8-й барон Уэйк из Лидделла с 1400; жена: с 24 января 1407 (Саутуарк, Сент-Мари Отери) Лючия Висконти (1372 — 14 апреля 1424), дочь Бернабо Висконти, герцога Милана, и Беатриче Реджины делла Скала
    - (незак., от связи с Констанцией Йоркской, дочери Эдмунда Лэнгли, 1-го герцога Йорка) Элеонора Холланд (ок. 1406 — ?); муж: с 14 февраля 1430 (папское разрешения) Джеймс Туше (около 1398 — 23 сентября 1459), 5-й барон Одли

  - Маргарет Холланд (1381/1385 — 30 декабря 1439); 1-й муж: ранее 28 сентября 1397 Джон Бофорт (около 1371 — 16 марта 1410), 1-й граф Сомерсет, 1-й маркиз Сомерсет и 1-й маркиз Дорсет в 1397—1399, констебль Англии с 1404; 2-й муж: после 10 ноября 1411 Томас Ланкастер (29 сентября 1388 — 22 марта 1421), герцог Кларенс и граф Албемарль с 1412
  - Элеанор Холланд (около 1386 — после 1413); муж: с 23 мая 1399 Томас Монтегю (ум. 3 ноября 1428), 4-й граф Солсбери с 1409
  - Элизабет Холланд (умерла 4 января 1423); муж: после 29 августа 1394 Джон Невилл (до 1387 — до 20 мая 1420), лорд Невилл с 1397, хранитель Восточной Шотландской марки с 1414
  - Бриджит Холланд (ум. до 1416), монахиня в Беркинге
- Джоанна Холланд (1350 — ноябрь 1384); муж: с мая 1366 Жан V (ок. 1340 — 1 ноября 1399), герцог Бретонский 1345—1378, 1381—1399, граф де Монфор-д'Амори с 1345, граф Ричмонд с 1372
- Эдмунд Холланд (ок. 1351 — в младенчестве)
- Джон Холланд (1350-е — 16 января 1400), 1-й граф Хантингдон с 1387, 1-й герцог Эксетер 1397—1399
  - Холланды из Эксетера
- Мод Холланд (ок. 1359 — до 13 апреля 1392); 1-й муж: с 1363 Хьюго Кортней (ум. 20 февраля 1374); 2-й муж: с 1380 Валеран III де Люксембург (1355 — 22 апреля 1415), граф де Линьи и де Сен-Поль с 1371

### Холланды из Эксетера
Джон Холланд (1350-е — 16 января 1400), 1-й граф Хантингдон с 1387, 1-й герцог Эксетер в 1397—1399; жена: с 24 июня 1386 Елизавета Ланкастерская (до 21 февраля 1363 — 24 ноября 1425), дочь Джона Гонта, 1-го герцога Ланкастер, и Бланки Ланкастерской, разведённая жена Джона Гастингса, 3-го графа Пембрука; после гибели мужа 12 декабря 1400 вышла замуж третий раз — за сэра Джона Корнуолла (ок. 1364 — 11 декабря 1443), барона Фэнхоупа
- Констанс Холланд (1387 — 12/14 ноября 1437); 1-й муж: с 1404 Томас Моубрей (17 сентября 1385 — 8 июня 1405), 4-й граф Норфолк и 2-й граф Ноттингем, 7-й барон Моубрей и 8-й барон Сегрейв, граф Маршал с 1399; 2-й муж: с 1413 сэр Джон Грей (ум. 27 августа 1439)
- Ричард Холланд (ум. 3 сентября 1400)
- Эдвард Холланд (ок. 1399 — после 1413)
- Элис Холланд (ок. 1392 — до 1406); муж: ранее 1400 Ричард де Вер (ок. 1385 — 15 февраля 1417), 11-й граф Оксфорд с 1400
- Джон Холланд (29 марта 1395 — 5 августа 1447), 2-й граф Хантингдон с 1416, 2-й герцог Эксетер с 1443, лорд-адмирал Англии с 1435; 1-я жена: ранее 15 июля 1427 Энн Стаффорд (ок. 1398/1401 — 24 сентября 1432), дочь Эдмунда Стаффорда, 5-го графа Стаффорда, и Анны Глостер, вдова Эдмунда Мортимера, 5-го графа Марча; 2-я жена: с 20 января 1433 (контракт) Беатрис Португальская (ок. 1386 — 23 октября 1439), незаконнорождённая дочь короля Португалии Жуана I от Инес Перес Эстевес, вдова Томаса Фицалана, 12-го графа Арундела; 3-я жена: Энн Монтегю (ум. 28 ноября 1457), дочь Джона Монтегю, 3-го графа Солсбери, и Матильды Фраунсейс, вдова сэра Ричарда Ханкефорда и сэра Льюиса Джогана
  - (от 1-го брака) Генри Холланд (27 июня 1430 — сентябрь 1475), 3-й герцог Эксетер и 3-й граф Хантингдон с 1447; жена: ранее 30 июля 1447 (развод 12 ноября 1472) Анна Йоркская (10 августа 1439 12/14 января 1476), дочь Ричарда Плантагенета, 3-го герцога Йорка, и Сесилии Невилл
    - Энн Холланд (ум. между 26 августа 1467 и 6 января 1474); муж: с октября 1466 Томас Грей (1451 — 20 сентября 1501), 7-й барон Феррерс из Гроуби с 1483, 8-й барон Эстли 1641, 1-й граф Хантингдон 1471—1475, 1-й маркиз Дорсет с 1475
    - (незак.) сэр Роберт Холланд; жена: Маргарита
      - Джоан Холланд; 1-й муж: Джон Кедалл; 2-й муж: сэр Джон Трелоуни
      - Элизабет Холланд; муж: Джон Рескимир

  - (от 1-го брака) Энн Холланд (до 1332 — 26 декабря 1486); 1-й муж: ранее 18 февраля 1441 сэр Джон Невилл (ум. до 16 марта 1451); 2-й муж: сэр Джон Невилл (ок. 1410 — 29 марта 1461), 1-й барон Невилл с 1459; 3-й муж: между мартом 1451 и 27 июля 1454 Джеймс Дуглас (1425—1491), 9-й граф Дуглас и 3-й граф Эвондейл с 1452
- (незак.) Уильям Холланд
- (незак.) Томас Холланд

### Потомство сэра Джона Холанда
сэр Джон де Холланд (ум. ок. 1360/1361)
- сэр Джон Холланд (ум. ок. 1421)
  - сэр Джон Холланд (ум. ок. 1451)
    - Джон Холланд (ум. 1499/1520)
      - Роберт Холланд (ум. после 1534)
        - Ото Холланд
          - Джордж Холланд (ум. 1585); жена: Изабелла Байрон, дочь Адама Байрона
            - Джон Холланд; 1-я жена: с 1608 Элизабет Пик (ум. 1613); 2-я жена: Изабелла Седдон
              - Томас Холланд (13 апреля 1623—1676); жена: с 29 июня 1641 Сисели Тревис, дочь Джона Тревиса
                - Джон Холланд (2 января 1642—1692)
                  - Томас Холланд
                  - Джозеф Холланд (19 сентября 1675—1721); жена: с 18 июня 1699 Маргарет Кледвик (ум. 1723)
                    - Сэмюэль Холланд (2 февраля 1718—1791); жена: Мэри Бёрч (ум. 1785)
                      - Томас Холланд (14 марта 1756 — 10 февраля 1811), виноторговец; жена: с 21 октября 1777 Мэри Джонс (ум. 18 сентября 1826), дочь Роберта Джонса
                        - Сэмюэль Холланд (21 июля 1780 — 23 января 1867), виноторговец; жена: с 24 сентября 1812 Мэри Вайттакер
                        - Роберт Холланд (27 января 1792 — 27 мая 1872), торговец сукном; жена: с 5 мая 1825 Сара Фрэнсис Тонг
                          - Томас Холланд (5 апреля 1826—1893)
                          - Фредерик Холланд (10 ноября 1827 — 5 октября 1881)
                          - Джон Альфред Холланд (7 июня 1829 — 24 июня 1900)
                          - Фрэнсис Мэри Холланд (15 марта 1832 — ?)
                          - Роберт Фрэнсис Холланд (22 сентября 1836 — 8 января 1892)
                          - Бенжамин Герберт Холланд (19 июля 1842 — ?); жена: с 22 ноября 1872 Агнес Хоуп Хантли, дочь Чарльза Хью Хантли и Изабеллы Беннет Бэйли
                            - Артур Герберт Холланд (11 октября 1873—1956); жена: с 22 января 1901 Мадлен Элиз Эмили Орпен (ум. 24 августа 1922), дочь Джозефа Милдреда Орпена
                              - Дуглас Орпен Хантли Холланд (7 декабря 1901 — май 1964); жена: с 11 декабря 1928 Эва Фрэнсис Шоу, дочь Уолтера Гаскойна Шоу
                                - Андре Сотерн Холланд (род. 30 января 1931); жена: с 14 декабря 1956 Сюзан Джессика Браунинг, дочь Джека Лесли Браунинга
                                  - Энн Леония Холланд (род. 6 сентября 1958)
                                  - Джейн Фрэнсис Холланд (род. 28 апреля 1960)
                                  - Михаэль Сотерн Холланд (род. 20 декабря 1963); жена: Лиза
                                    - Фаун Скила Мадлен Холланд (род. 24 сентября 1996)

                                - Гай Хантли Холланд (род. 30 ноября 1934)

                            - сэр Альфред Фердинанд Сотерн Холланд (15 марта 1876 — 14 сентября 1948), 1-й баронет Холланд с 1917; жена: с 30 апреля 1910 Стритта Эйми Прайс (ум. 15 января 1949), дочь Эдварда Джорджа Прайса
                              - сэр Джим Сотерн Холланд (31 марта 1911—1981), 2-й баронет Холланд с 1948; жена: с 4 сентября 1937 Элизабет Хильда Маргарет Причард, дочь Томаса Фрэнсиса Причарда
                                - Дженифер Лизабет Гвинлин Холланд (род. 22 октября 1940)
                                - Кларвен Белинда Холланд (род. 4 марта 1942)

                              - сэр Гай Хоуп Холланд (19 июля 1918 — 2 сентября 1997), 3-й баронет Холланд с 1981; жена: с 12 мая 1945 Джоан Мэриан Стрит, дочь Херберта Эдмунда Стрита
                                - Дейвина Хантли Холланд (род. 24 июня 1946); муж: с 31 января 1981 Гай Тимоти Джеффри Коннэнт (род. 7 октября 1924)
                                - Джорджиана Холланд (род. 17 июля 1951); муж: с 1979 Николас Энтони Норман Стюарт Робинсон

                          - дочь (ум. в младенчестве)

                      - 1 сын, 4 дочери

                    - 2 сына, 6 дочерей

                  - дочь
                  - дочь

                - ещё 4 сына и 4 дочери

            - Ото Холланд (ум. 26 января 1620); жена: с 1597 Кэтрин Линн, дочь Джорджа Линна
              - Джордж Холланд (ум. 22 июня 1559); жена: Элис Банбери, дочь сэра Генри Банбери
              - Джеймс Холланд (25 января 1600—1667); жена: Мэри Бломфилд, дочь Джона Бломфилда
                - Ото Холланд (ум. ноябрь 1712); жена: с 15 августа 1678 Элис Стенли, дочь Фердинанда Стенли
                  - 1 сын и 5 дочерей

      - Джон Холланд

  - Маргарет Холланд; муж: Джон Бошан
- Томас Холланд, родоначальник Холландов из Вира, Девон